# Kōya no Shōnen Isamu
Kōya no Shōnen Isamu (japanisch 荒野の少年イサム ‚Wilder Junge Isamu‘) ist eine Manga-Serie von Sōji Yamakawa, die von 1971 bis 1974 in Japan erschienen ist. 1973 erschien eine Anime-Adaption von Studio Tokyo Movie Shinsha.

## Inhalt
Isamu ist der Sohn eines Japaners und einer Indianerin. Deswegen wird Isamu verspottet und diskriminiert. Als er noch ein Baby war, verschwand sein Vater spurlos. Isamu wurde von einer Bande grausamer Gesetzloser aufgezogen, was ihn zu einem Experten im Umgang mit Schusswaffen macht.
In seiner Jugendzeit unterziehen ihn seine grausamen Gefährten einer schrecklichen Prüfung: Isamu muss eine Bank ausrauben. Er hat das Leben als Krimineller satt und weigert sich, den Befehl auszuführen. Nachdem er seinen Freund Big Stone gerettet und seine Peiniger entwaffnet hat, flieht er auf der Suche nach seinem Vater in den Wilden Westen, um ein besseres Leben zu führen.

## Veröffentlichung
Der Manga erschien 1971 im Magazin Shūkan Shōnen Jump beim Verlag Shūeisha. Dieser brachte die Kapitel auch gesammelt in 12 Bänden heraus. Eine italienische Übersetzung wurde von Goen veröffentlicht.

## Anime
Eine Adaption als 52-teilige Animeserie entstand beim Studio TMS Entertainment unter der Regie von Isao Takahata, Kyosuke Mikuriya, Yoshikata Nitta und Kenzo Koizumi. Das Charakterdesign entwarfen Shingo Araki und Daikichiro Kusube. An den Animationsarbeiten war Hayao Miyazaki beteiligt. In der zweiten Hälfte der Serie entfernt sie sich von der Vorlage und konzentriert sich, anders als der Manga, auf die Suche Isamus nach seinem Vater.
Die 25 Minuten langen Folgen wurden vom 4. April 1973 von Fuji TV in Japan ausgestrahlt. Eine italienische Fassung wurde als Sam, il ragazzo del West von diversen Sendern in Italien gezeigt und auch eine französische wurde unter dem Titel Willie Boy mehrfach im Fernsehen ausgestrahlt. International wurde der Anime auch als Cowboy Isamu, Isamu the Wilderness Boy oder The Rough and Ready Cowboy bekannt.

### Synchronisation
| Rolle          | japanischer Sprecher (Seiyū) |
| -------------- | ---------------------------- |
| Isamu          | Akira Kamiya                 |
| Ned Windgate   | Ichirô Murakoshi             |
| Rhett Windgate | Iemasa Kayumi                |
| Big Stone      | Kiyoshi Kobayashi            |
| Old Windgate   | Osamu Kato                   |

## Musik
Die Musik der Serie komponierte Takeo Watanabe. Das Vorspannlied ist Kōya no Shōnen Isamu von Vocal Shop.